# A Coroação de Carlos Magno (Rafael)
A Coroação de Carlos Magno é uma pintura da oficina do artista renascentista italiano Rafael. Embora se acredite que Rafael tenha feito os desenhos da composição, o afresco provavelmente foi pintado por Gianfrancesco Penni. A pintura fez parte da encomenda de Rafael para decorar as salas que hoje são conhecidas como Stanze di Raffaello, no Palácio Apostólico do Vaticano. Ela está localizada na sala que recebeu o nome de O Fogo no Borgo (Stanza dell'incendio del Borgo).